# Gabriela Firea
Gabriela Firea, née Gabriela Vrânceanu le 13 juillet 1972 à Bacău, est une femme politique roumaine. 

## Biographie
Gabriela Firea est journaliste de profession. Elle passe sa thèse en économie 2010.
Élue sénatrice en 2012, elle devient la première maire de Bucarest à la suite des élections locales de 2016. Elle perd ce mandat lors du scrutin de 2020.
Elle est ministre des familles et démissionne de ce poste le 14 juillet 2023 après un scandale sur les maisons de retraites.
Élue députée européenne aux élections européennes de 2024, elle siège dans le groupe de l'Alliance Progressiste des Socialistes et Démocrates au Parlement européen. 